# Малая Нива
Ма́лая Ни́ва — деревня в составе Толвуйского сельского поселения Медвежьегорского района Республики Карелия.

## Общие сведения
Располагается на Заонежском полуострове, на западном берегу Повенецкого залива Онежского озера.

## Население
| 2002 | 2010 | 2013 |
| ---- | ---- | ---- |
| 0    | →0   | →0   |